# Vihtijärvi (sjö i Egentliga Finland)
Vihtijärvi är en sjö i Finland. Den ligger i Vemo kommun i landskapet Egentliga Finland, i den sydvästra delen av landet, 180 km väster om huvudstaden Helsingfors. Vihtijärvi ligger 9,2 meter över havet. Arean är 62,8 hektar och strandlinjen är 4,36 kilometer lång. Sjön  ingår i Skärgårdshavets kustområde, Åland.   I omgivningarna runt Vihtijärvi växer i huvudsak barrskog.